# Idkerberget
Idkerberget is een plaats in de gemeente Borlänge in het landschap Dalarna en de provincie Dalarnas län in Zweden. De plaats heeft 321 inwoners (2005) en een oppervlakte van 122 hectare.